# Escuela Preparatoria Belmont (Los Ángeles)
La Escuela Preparatoria Belmont (Belmont High School) es una escuela preparatoria en Westlake (Westlake), Los Ángeles, California. El Distrito Escolar Unificado de Los Ángeles (LAUSD, por sus siglas en inglés) gestiona la escuela.
La escuela se abrió en 1923.
En la década de 1990, tenía más de 5.500 estudiantes, su pico de inscripción. En 2001 el LAUSD comenzó la construcción de nuevas escuelas preparatorias en el área de Westlake. En 2013 la escuela tenía menos de 1000 estudiantes. En 2016 tenía 1000 estudiantes, con 25% eran centroamericanos; algunos estudiantes centroamericanos no tenían sus padres en Los Ángeles.
Antes de la apertura del Centro de Aprendizaje Edward Roybal en 2008, la escuela tenía sobrepoblación, y durante 26 años Belmont tuvo un calendario escolar durante todo el año,. Actualmente escuela tiene un calendario escolar tradicional, con dos semestres.
En 2011 el LAUSD reorganizó la escuela Belmont.